# Louis Walsh

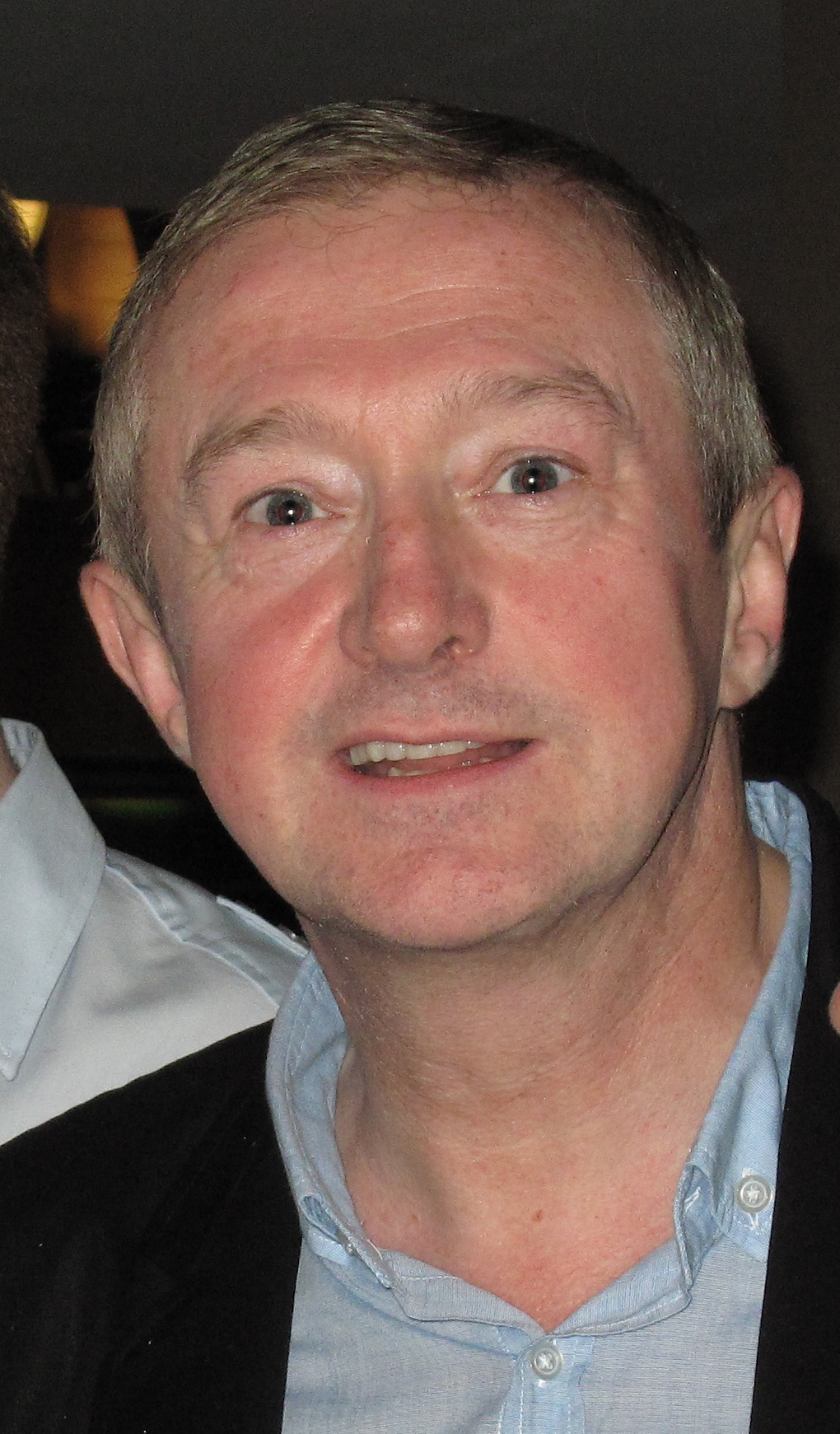
Louis Walsh

Michael Louis Vincent Walsh (* 5. August 1952 in Kiltimagh, County Mayo, Irland) ist ein irischer Musikmanager. Er managte und managt unter anderem irische Bands wie Boyzone, Westlife, Jedward und Bellefire. Walsh ist außerdem Jurymitglied in der Musik-Castingshow The X Factor.

## Karriere
Louis Walshs Karriere nahm ihren Anfang, als er in den 1990er Jahren beschloss, eine irische Version von Take That zu erschaffen. Boyzone war gegründet, und unter Walshs Führung erreichte sie internationalen Erfolg. Als Frontmann Ronan Keating den Entschluss fasste eine Pause zu nehmen, managte Walsh seine Solokarriere. Einige Zeit später kehrte Walsh zum Schema der Boybands zurück und gründete die Band Westlife, die er gemeinsam mit Keating managte.
Im Jahr 2004 wurde Walsh Juror in der Castingshow The X Factor. Nach einer einjährigen Pause 2015 führt er seine Tätigkeit fort.
Zuletzt war er als Juror im Prominenten-Special The X Factor: Celebrity zu sehen.
Im Jahr 2024 nahm er an der 23. Staffel der britischen Version von Celebrity Big Brother teil und belegte den 4. Platz.

## Liste von Gruppen und Interpreten
| Bandname         | Dauer             | Quellen     |
| ---------------- | ----------------- | ----------- |
| Boyzone          | 1993–2000         |             |
| Westlife         | 1998–2012; 2018 - |             |
| Samantha Mumba   | 2000–2002         |             |
| Ronan Keating    | 2000–2003         |             |
| Bellefire        | 1999–2004         |             |
| Six              | 2001–2002         |             |
| Girls Aloud      | 2002              |             |
| G4               | 2004–2007         |             |
| Shayne Ward      | 2005–2009         |             |
| Jedward          | 2009–2013         | [ 2 ] [ 3 ] |
| Wonderland       | 2010–2011         |             |
| Union J          | 2013–2015         |             |
| Hometown         | 2013–2016         |             |
| Shane Filan      | seit 2012         |             |
| Myles and Connor | seit 2012         |             |